# حكومة المغرب 2002
الحكومة المغربية لـ2002 أو حكومة أدريس جطو الأولى هي الحكومة التنفيذية السابعة والعشرون منذ استقلال المملكة المغربية (1956) رأسها إدريس جطو (تقنقراط) بعد أن تعذر الإجماع على رئيس للوزراء من الأحزاب ذات الأغلبية في البرلمان لغياب أغلبية مطلقة. نتجت عن الانتخابات التشريعية المغربية 2002. وعُيّنت هذه الحكومة الائتلافية رسميّاً من قبل ملك المغرب يوم 7.
تضم حكومة إدريس جطو الأولى وزراء من كل من الاتحاد الاشتراكي للقوات الشعبية، حزب الاستقلال، التقدم والاشتراكية، التجمع الوطني للأحرار، الحركة الشعبية وآخرون مستقلّون.

## الائتلاف الحكومي
بعد المفاوضات بين رئيس الحكومة التقنقراطي إدريس جطو والأحزاب السياسية المشاركة في الحكومة، كُشف النقاب رسميا عن التحالف يوم 22  أكتوبر 2002 عقب اجتماع جطو مع الأمناء العامين للأحزاب بعد أن قبلت المشاركة في حكومة يقودها تقنقراط.
|  | رتبة | الحزب                                   | % (برلمان 2002) | المقاعد (برلمان 2002) | عدد الوزراء |
|  | ---- | --------------------------------------- | --------------- | --------------------- | ----------- |
|  | 1    | الاتحاد الاشتراكي للقوات الشعبية (USFP) | 15,38%          | 50 (▼-7)              | ؟؟          |
|  | 2    | حزب الاستقلال (PI)                      | 14,76 %         | 48 ( +16)             | ؟؟          |
|  | 4    | التجمع الوطني للأحرار (RNI)             | 12,61 %         | 41 (▼ -5)             | ؟؟          |
|  | 5    | الحركة الشعبية (MP)                     | 8,30 %          | 27 (▼ -13)            | ؟؟          |
|  | 10   | حزب التقدم والاشتراكية (PPS)            | 3,38 %          | 11 ( +2)              | ؟؟          |
|  | --   | المجموع                                 | 54,46 %         | 177 (▼ -7)            | 39          |

## التوزيع الوزاري
| # | الوزارة                                                                              | اسم الوزير          | عن حزب                           | موقع الوزارة | ملاحظة      |
| --- | ------------------------------------------------------------------------------------ | ------------------- | -------------------------------- | ------------ | ----------- |
| 1 | الوزارة الأولى                                                                       | إدريس جطو           | (تقنقراط)                        | --           | --          |
| 2 | وزارة الدولة                                                                         | عباس الفاسي         | حزب الاستقلال                    | --           |             |
| الوزراء |                                                                                      |                     |                                  |              |             |
| 3 | وزير الشؤون الخارجية والتعاون                                                        | محمد بنعيسى         | (تقنقراط)                        | --           | --          |
| 4 | وزير الداخلية                                                                        | مصطفى ساهل          | تقنقراط                          | --           | وزارة سيادة |
| 5 | وزير العدل                                                                           | محمد بوزوبع         | الاتحاد الاشتراكي للقوات الشعبية | --           | --          |
| 6 | وزير الأوقاف والشؤون الإسلامية                                                       | أحمد التوفيق        | ---                              | --           | --          |
| 7 | وزير إعداد التراب الوطني والماء والبيئة                                              | محمد اليازغي        | الاتحاد الاشتراكي للقوات الشعبية | --           | --          |
| 8 | وزير المالية والخوصصة                                                                | فتح الله ولعلو      | الاتحاد الاشتراكي للقوات الشعبية | --           | --          |
| 9 | الكاتب العام للحكومة                                                                 | عبد الصادق ربيع     | ---                              | --           | --          |
| 10 | وزير الفلاحة والتنمية القروية                                                        | محند العنصر         | الحركة الشعبية                   | --           | --          |
| 11 | وزير التشغيل والشؤون الاجتماعية والتضامن                                             | مصطفى المنصوري      | التجمع الوطني للأحرار            | --           | --          |
| 12 | وزير التربية الوطنية والشباب                                                         | حبيب المالكي        | الاتحاد الاشتراكي للقوات الشعبية | --           | --          |
| 13 | وزير التعليم العالي والبحث العلمي                                                    | خالد عليوة          | الاتحاد الاشتراكي للقوات الشعبية | --           | --          |
| 14 | الوزير المكلف بتحديث القطاعات العمومية                                               | نجيب الزروالي       | ---                              | --           | --          |
| 15 | وزير الثقافة                                                                         | محمد الأشعري        | الاتحاد الاشتراكي للقوات الشعبية | --           | --          |
| 16 | وزير حقوق الإنسان                                                                    | محمد أوجار          | التجمع الوطني للأحرار            | --           | --          |
| 17 | وزير الصناعة التقليدية والاقتصاد الاجتماعي                                           | امحمد الخليفة       | حزب الاستقلال                    | --           | --          |
| 18 | وزير التجهيز والنقل                                                                  | كريم غلاب           | حزب الاستقلال                    | --           | --          |
| 19 | وزير الصناعة والتجارة والاتصالات                                                     | رشيد الطالبي العلمي | التجمع الوطني للأحرار            | --           | --          |
| 20 | وزير السياحة                                                                         | عادل الدويري        | حزب الاستقلال                    | --           | --          |
| 21 | وزير الصحة                                                                           | محمد الشيخ بيد الله | ---                              | --           | --          |
| 22 | وزير الصيد البحري                                                                    | الطيب غافس          | ---                              | --           | --          |
| 23 | الوزير المكلف بالعلاقات مع البرلمان                                                  | محمد سعد العلمي     | حزب الاستقلال                    | --           | --          |
| 24 | وزير الطاقة والمعادن                                                                 | محمد بوطالب         | ---                              | --           | --          |
| 25 | وزير الاتصال الناطق الرسمي باسم الحكومة                                              | نبيل بنعبد الله     | حزب التقدم والاشتراكية           | --           | --          |
| 26 | وزير التجارة الخارجية                                                                | مصطفى مشهوري        | ---                              | --           | --          |
| الوزراء الملحقون |                                                                                      |                     |                                  |              |             |
| 27 | الوزير المنتدب المكلف بإدارة الدفاع الوطني                                           | عبد الرحمان السباعي | ---                              | --           | --          |
| 28 | الوزير المنتدب في الشؤون الخارجية والتعاون                                           | الطيب الفاسي الفهري | ---                              | --           | --          |
| 29 | الوزيرة المنتدبة المكلفة بالمغاربة المقيمين بالخارج                                  | نزهة الشقروني       | الاتحاد الاشتراكي للقوات الشعبية | --           | --          |
| 30 | الوزير المنتدب في الداخلية                                                           | فؤاد عالي الهمة     | لامنتمي حينها                    | --           | --          |
| 31 | الوزير المنتدب لدى وزير التعليم العالي والبحث العلمي مكلف بالبحث العلمي              | عمر الفاسي الفهري   | ---                              | --           | --          |
| 32 | الوزير المنتدب لدى الوزير الأول مكلف بالشؤون الاقتصادية والعامة وتأهيل الاقتصاد      | عبد الرزاق المصدق   | ---                              | --           | --          |
| 33 | الوزير المنتدب لدى الوزير الأول مكلف بالسكنى والتنمية العمرانية                      | أحمد توفيق حجيرة    | حزب الاستقلال                    | --           | --          |
| كاتبوا الدولة |                                                                                      |                     |                                  |              |             |
| 34 | كاتب الدولة لدى وزير إعداد التراب الوطني والماء والبيئة مكلف بالماء                  | عبد الكبير زهود     | حزب الاستقلال                    | --           | --          |
| 35 | كاتب الدولة لدى وزير إعداد التراب الوطني والماء والبيئة مكلف بالبيئة                 | امحمد المرابط       | ---                              | --           | --          |
| 36 | كاتبة الدولة لدى وزير التنمية الاجتماعية والأسرة والتضامن                            | ياسمينة بادو        | حزب الاستقلال                    | --           | --          |
| 37 | كاتب الدولة لدى وزير التشغيل والتكوين المهني مكلف بالتكوين المهني                    | سعيد أولباشا        | ---                              | --           | --          |
| 38 | كاتب الدولة لدى وزير التربية الوطنية والشباب مكلفة بمحو الأمية والتربية غير النظامية | نجيمة غزالي         | ---                              | --           | --          |
| 39 | كاتب الدولة لدى وزير التربية الوطنية والشباب مكلف بالشباب                            | محمد الكحص          | الاتحاد الاشتراكي للقوات الشعبية | --           | --          |
| - وزارة سيادية: وزارة تابعة للقصر الملكي مباشرة (تم تقليص عددها بدستور 2011) - وزارة منتدبة: هي «وزارة ملحقة» بوزارة رئيسية أخرى - --: معلومة غير متوفرة أو غير موجودة - تعديل يونيو 2004 محند العنصر وزيرا للفلاحة والتنمية القروية والصيد البحري الحبيب المالكي وزيرا للتربية الوطنية والتعليم العالي وتكوين الأطر والبحث العلمي عادل الدويري وزيرا للسياحة والصناعة التقليدية والاقتصاد الاجتماعي رشيد الطالبي العلمي وزيرا منتدبا لدى الوزير الأول مكلفا بالشؤون الاقتصادية والعامة عبد الرحيم الهاروشي وزيرا للتنمية الاجتماعية والأسرة والتضامن محمد بوسعيد وزيرا مكلفا بتحديث القطاعات العمومية صلاح الدين مزوار وزيرا للصناعة والتجارة وتأهيل الاقتصاد محمد محتان كاتب للدولة لدى وزير الفلاحة والتنمية القروية والصيد البحري مكلفا بالتنمية القروية. أنيس بيرو كاتبا للدولة لدى وزير التربية الوطنية والتعليم العالي وتكوين الأطر والبحث العلمي مكلفا بمحو الأمية والتربية الغير النظامية المصدر: الموقع الرسمي للحكومة المغربية |                                                                                      |                     |                                  |              |             |

## هوامش ومصادر
1. ↑  الملك يعين أعضاء الحكومة الجديدة - وكالة المغرب العربي للأنباء - 3-1-2012 نسخة محفوظة 20 مارس 2017 على موقع واي باك مشين. "نسخة مؤرشفة". مؤرشف من الأصل في 2012-06-25. اطلع عليه بتاريخ 2020-09-15.{{استشهاد ويب}}:  صيانة الاستشهاد: BOT: original URL status unknown (link)
2. 1 2  هيسبرس > سياسة > الملك محمد السادس يعين أعضاء الحكومة الجديدة (لائحة الوزراء) نسخة محفوظة 23 مارس 2017 على موقع واي باك مشين.
3. ↑  الموقع الرسمي للحكومة المغربية > المؤسسات > الحكومة > تاريخ الحكومات المغربية الولوج 04-01-2012 نسخة محفوظة 16 يوليو 2016 على موقع واي باك مشين.